# Populicerus laminatus
Populicerus laminatus är en insektsart som först beskrevs av Flor 1861.  Populicerus laminatus ingår i släktet Populicerus, och familjen dvärgstritar. Arten är reproducerande i Sverige.